# Føns
Føns er en lille landsby i Middelfart Kommune på det vestlige Fyn beliggende ved roden af halvøen Fønsskov ud til Lillebælt . Landsbyen tilhører Region Syddanmark. Føns omtales første gang i Kong Valdemars Jordebog fra 1231 under navnet Fyunnæs, hvor forleddet henviser til "fynbo" og efterleddet "næs" betegner et stort kystfremspring.
Landsbyen består af omkring 75 helårsbebyggelser, hvoraf flere er gamle bindingsværkshuse fra 1800-tallet. Centralt i byen ligger den gamle skole, hvis lokaler i dag benyttes til børnehave samt lokale arrangementer. Ned imod Føns Strand ligger derudover en hel del sommerhuse. I den østlige del af byen finder man Føns Kirke, som er en stenkirke oprindeligt opført i 1100-tallet.